# Ahaetulla
Ahaetulla é um gênero de cobras Colubridae  do sudeste asiático encontrada do Sri Lanka e da Índia para a China e grande parte do sudeste da Ásia, incluindo muitas ilhas do Pacífico.

## Espécies
Em julho de 2025 eram reconhecidas 20 espécies aceitas no gênero Ahaetulla:
- Ahaetulla anomala (Annandale, 1906)
- Ahaetulla borealis (Mallik, Srikanthan, Pal, Princia D'Souza, Shanker e Ganesh, 2020)[3]
- Ahaetulla dispar (Günther, 1864)
- Ahaetulla farnsworthi (Mallik, Srikanthan, Pal, Princia D'Souza, Shanker, e Ganesh, 2020)[3]
- Ahaetulla fasciolata (Fischer, 1885)
- Ahaetulla fronticincta (Günther, 1858)
- Ahaetulla isabellina (Wall, 1910)[3]
- Ahaetulla laudankia (Deepak, Narayanan, Sarkar, Dutta & Mohapatra, 2019)
- Ahaetulla malabarica (Mallik, Srikanthan, Pal, Princia D'Souza, Shanker, e Ganesh, 2020)[3]
- Ahaetulla mycterizans (Linnaeus, 1758)
- Ahaetulla nasuta (La Cépède, 1789)
- Ahaetulla perroteti (Duméril & Bibron, 1854)
- Ahaetulla prasina (Boie, 1827)
  - Ahaetulla prasina prasina (Boie, 1827)
  - Ahaetulla prasina medioxima (Lazell, 2002)
  - Ahaetulla prasina preocularis (Taylor, 1922)
  - Ahaetulla prasina suluensis (Gaulke, 1994)
- Ahaetulla pulverulenta (Duméril & Bibron, 1854)
- Ahaetulla oxyrhyncha (Bell, 1825)
- Ahaetulla sahyadrensis (Mallik, Srikanthan, Pal, Princia D'Souza, Shanker, e Ganesh, 2020)[3]